# Cantlop Bridge
Die Cantlop Bridge ist eine heute nur noch für Fußgänger geöffnete ehemalige Straßenbrücke über das Flüsschen Cound Brook bei dem Dorf Cantlop südlich von Shrewsbury in Shropshire, England. Der Straßenverkehr benutzt seit den 1970er Jahren eine benachbarte  moderne Straßenbrücke. 

## Beschreibung
Die Bogenbrücke überquert das Flüsschen mit einem 9,5 m weiten und rund 4 m breiten Bogen zwischen gemauerten Widerlagern. Ihr Bogen besteht aus vier gusseisernen Rippen, die durch Querträger versteift sind. Die Rippen bestehen aus je zwei Gussteilen mit viereckigen Öffnungen, die im Bogenscheitel miteinander verbunden sind. Der Fahrbahnträger besteht aus gusseisernen Platten, die später geteert und abgesandet wurden.

## Geschichte
Die Brücke wurde wahrscheinlich 1813 nach einem Entwurf gebaut, der von Thomas Telford geprüft und genehmigt wurde. Telford war seit 1787 County Surveyor (Landvermesser) von Salop, wie Shropshire damals genannt wurde, zu dessen Aufgaben auch die Reparatur und die Bauüberwachung von öffentlichen Bauten gehörten.
Sie steht seit 1972 unter Denkmalschutz (Grade II*).
Über dasselbe Flüsschen führt etwa vier Kilometer flussabwärts auch die Cound Arbour Bridge.